# عقد 310
عقد 310 هو عقد امتد بين 1 يناير 310 و31 ديسمبر 319 بحسب التقويم الميلادي. سبقه عقد 300 ولحقه عقد 320.

## أحداث
- معركة جسر ميلفيو (312)

## مواليد
- قنسطانطيوس الثاني (317)
- ثامسطيوس (317)
- مارتين التوروزي (316)
- ديديموس الضرير (313)
- إبيفانيوس السلاميسي (315)
- ليبانيوس (314)
- قسطنطين الثاني (316)

## وفيات
- غاليريوس (311)
- لوسيان الأنطاكي (312)
- ديوكلتيانوس (311)
- مكسنتيوس (312)
- بطرس الأول (311)
- ملتيادس (314)
- أرشيلاوس (311)

## كتب
- Yves Denis Papin (1998). Chronologie de l'histoire ancienne. Lieu de publication non identifié: Éditions Jean-paul Gisserot. ISBN:2-87747-346-5. OCLC:40746926. مؤرشف من الأصل في 2022-03-16.
- موسوعة حضارة العالم (2002) لأحمد محمد عوف.

## روابط خارجية
- تصفح سنة بسنة عقد 310 على موقع onthisday.com
- تصفح سنة بسنة عقد 310 ابتداءً من سنة عقد 310 على موقع المكتبة الوطنية الفرنسية